# Horst Schnellhardt
Horst Schnellhardt (Rüdigershagen, 12 mei 1946) is een Duits politicus. Hij is lid van het Europees Parlement sinds 1994 en lid van de Christlich Demokratische Union Deutschlands.

## Loopbaan en opleiding
Schnellhardt volgde van 1970 tot 1990 een studie in diergeneeskunde, waar hij in 1984 in promoveerde aan Universiteit Leipzig.

## Politiek
In 1990 trad Schnellhardt toe tot de CDU.

## Schnellhardt Compromis
Horst Schnellhardt is de autheur van het boek 'Das Schnellhardt-Kompromiss', waarbij de europese 'Vodka War', welke zich richtte op het onschadelijk maken van de discussie over welke alcoholische dranken als wodka mogen worden gestempeld
- Gemeinsame Normdatei: 1102931063
- Virtual International Authority File: 41146574872238150447
- WorldCat: E39PBJyrV3WqVmrPBGJtqRgR8C